# Susana Guasch
Susana Guasch Llovensà (n. Barcelona, 27 de marzo de 1979) es una periodista y presentadora española de la cadena de televisión #Vamos de Movistar+.

## Biografía
Hija del también periodista Tomás Guasch, empezó su carrera profesional a la edad de 19 años en el periódico Blanc-i-Blau durante dos años. De ahí saltó a la radio, Ràdio Estel, durante tres años siguiendo la información del Fútbol Club Barcelona y el Real Club Deportivo Español. 
Se desplazó a Madrid para realizar en la Cadena SER su última beca antes de licenciarse. Luego dio el salto a la televisión con Real Madrid TV, de la mano de Antonio García Ferreras, que más tarde la fichó para La Sexta.
Cubrió la Copa Mundial de Fútbol de 2006, donde realizó los comentarios a pie de campo en los partidos de la selección española y las entrevistas con los jugadores después de los partidos. Un mes después se trasladó a Japón para cubrir el Campeonato Mundial de Baloncesto de  2006 donde España consiguió el oro por primera vez en su historia. También estuvo en el Campeonato Europeo de Baloncesto Masculino de 2007, realizando entrevistas en el palco de autoridades. Durante un tiempo, narró los partidos en la Central de Datos de Minuto y resultado. Solía locutar el partido del Real Madrid Club de Fútbol.
Desde la temporada 2006-2007 viaja a los estadios donde La Sexta ofrece el partido de los sábados a las 22:00 y ejerce labores de comentarista desde el pie de campo. También realiza una entrevista al final del partido a un jugador. Durante la previa repasa las alineaciones y hace entrevistas. Desde abril de 2010 presentó también el programa La Sexta Deportes en La Sexta a las 21:00, y fue la cara a pie de campo de la Champions en Antena 3. Se encargó de las noticias, retransmisión y entrevistas. Fue la encargada de cubrir la Eurocopa de Polonia y Ucrania, donde la selección española de fútbol se alzó con el título.
Desde noviembre de 2013 y hasta marzo de 2014, también colaboró en el nuevo programa de las sobremesas de La Sexta, Zapeando presentado por Frank Blanco. Aunque finalmente debido a su intenso trabajo en la redacción de deportes y su maternidad dejó el programa.
En agosto de 2016 ficha como colaboradora para el nuevo programa que dirige Juanma Castaño, El partidazo de COPE. Susana ha pasado ya por las tres grandes emisoras nacionales: Cadena SER como becaria, Onda Cero y COPE como comentarista deportiva.
En agosto de 2018 se anuncia que deja La Sexta para fichar por Movistar+.

## Vida personal
El 14 de septiembre de 2012 se casó con el periodista deportivo de COPE, Carlos Vanaclocha.